# Johann Walch (éditeur)
Pour les articles homonymes, voir Walch.
Johann Walch (né le 25 novembre 1757 à Kempten (Allgäu), mort le 23 mars 1815 à Augsbourg) est un peintre, dessinateur, graveur, cartographe et éditeur bavarois.

## Biographie
Johann Walch est le fils du marchand et peintre et graveur amateur Sebastian Walch (1721-1788) et de sa femme Katharina Zorn, fille du boucher Martin Zorn. Il reçoit une formation de peintre de miniatures à Augsbourg, Genève et trois ans à l'Académie des Beaux-Arts de Vienne. Il fait ensuite un voyage de deux ans en Italie. Avant 1785, il s'installe à Augsbourg, où le 16 janvier 1786 il épouse Anna Regina Will (née le 28 novembre 1759, morte le 15 juillet 1837), fille aînée du graveur sur cuivre et éditeur d'Augsbourg Johann Martin Will (de), et travaille dans l'édition maison avec son beau-père. En conséquence, l'éditeur de plus en plus se tourne vers la production de cartes. En 1789, la maison acquiert l'héritage de Gustav Conrad Lotter (1746–1776), le matériel de cartographie de Matthäus Seutter (de) et Tobias Conrad Lotter (de), près de 25 000 feuilles de cartes individuelles et 208 plaques de cuivre. Après la mort de Will en 1806, il hérite de la maison d'édition Willsche, qu'il développe en un important éditeur de cartes ("Joh. Walch'sche Landkarten Aktion"). Cela aboutit à l'imprimerie , qui porte son nom (de). Son fils Johann Sebastian Walch (1787-1840) perpétue la maison d'édition, sa fille Regina (née le 18 décembre 1800, morte le 23 décembre 1865) épouse le pasteur Friedrich Krauß (1798-1839).